# Apple Books
Apple Books (Boeken in het Nederlands, voorheen bekend als iBooks) is een programma voor het lezen en kopen van e-books, ontwikkeld door Apple Inc voor besturingssysteem iOS. Het programma werd aangekondigd bij de introductie van de iPad, en is samen met iOS 4 voor de iPhone en iPod touch beschikbaar geworden. De hoofdzakelijke bron voor de boeken in het programma is de boekenwinkel Book Store (voorheen iBooks), al is het ook mogelijk om ePub- en pdf-bestanden te synchroniseren met behulp van iTunes. Pdf-bestanden kan men ook openen met iBooks, wanneer men deze in Safari of Mail opent.

## Book Store
In de Book Store (voorheen iBookstore) is het mogelijk om boeken te downloaden. De boeken in de winkel zijn in het ePub-formaat opgeslagen. De winkel is geïntegreerd met de Boeken-applicatie, en is te openen door in de app op het Book Store-icoon te klikken.
Verschillende grote Amerikaanse uitgevers verkopen e-books in de Book Store, zoals Penguin Books, HarperCollins, Simon & Schuster en MacMillian Publishers en Hachette Book Group USA. Het aanbod in de Nederlandse Book Store is daarentegen beperkt. Wel worden de gratis boeken van Project Gutenberg wereldwijd gratis aangeboden.

## Nieuwe naam
Met het uitkomen van iOS 12 op 17 september 2018 werd iBooks hernoemd naar Books. Naast de naamswijziging werden er ook enkele nieuwe functies toegevoegd, zoals een lijst met actuele gelezen boeken en een verlanglijst. Daarnaast is er een tabblad voor audioboeken aanwezig. Begin 2019 werd de applicatie opnieuw hernoemd naar Apple Books.